# Сагастырь (полярная станция)
Сагастырь (также называлась Усть-Ленской полярной станцией) — бывшая российская полярная станция в Арктике. Находилась на севере дельты реки Лена на острове Сагастырь в районе эвенкийского поселения Тумат. Сегодня оно административно относится к Усть-Янскому улусу Республики Саха (Якутия).

## История
Станция была создана в рамках первого Международного полярного года (1882—1883 гг.) под эгидой Русского географического общества. Сагастырь — одна из двух российских полярных станций, созданных в течение первого полярного года, вторая — действующая до сих пор станция Малые Кармакулы на архипелаге Новая Земля. Директором станции был назначен Николай Юргенс — морской офицер и гидрограф. В экспедицию также вошли астроном и магнитолог Адольф Эйгнер, естествоиспытатель и врач Александр Бунге, а также несколько моряков, солдат и рабочих.
Началась экспедиция в Санкт-Петербурге, где ее участники прошли стажировку в Пулковской обсерватории и магнитно-метеорологической обсерватории в Павловске. В декабре 1881 г. экспедиция отправилась в Якутск, куда прибыла в мае 1882 года. В Якутске подготовка продолжалась, все экспедиционные строения были заранее построены, затем разобраны и подготовлены к транспортировке. 19 июня экспедиция с несколькими кораблями и баржами вошла в дельту Лены. 10 августа экспедиция достигла выбранного пункта назначения. С 11 по 19 августа были построены необходимые здания и начались метеорологические наблюдения. Магнитные наблюдения начались только 17 октября, так как поврежденные приборы приходилось ремонтировать на месте. Инфраструктура станции была полностью завершена к середине ноября. Были построены:  главное здание, четыре павильона, соединенные с ним галереями, а также баня и склад.
Летом 1883 года Юргенс, Бунге и Эйгнерс совершили несколько походов в дельте Лены, установили астрономические и магнитные точки и обследовали район с теодолитом. Эта экспедиция привела к созданию на тот момент более подробной карты дельты Лены, шириной 20 верст.
В 1883 году, после окончания программы Международного полярного года, было решено, что станция Сагастырь продолжит работу еще в течение года с той же программой наблюдений. Юрген согласился, только потребовав замены некоторых людей из обслуживающего персонала. Станция была закрыта 26 июня 1884 года.